# تبيح (السدة)

تعديل مصدري - تعديل

تبيح هي إحدى قرى عزلة وادي حجاج بمديرية السدة التابعة لمحافظة إب، بلغ تعداد سكانها 165 نسمة حسب تعداد اليمن لعام 2004.